# SITL

Logo SiTL

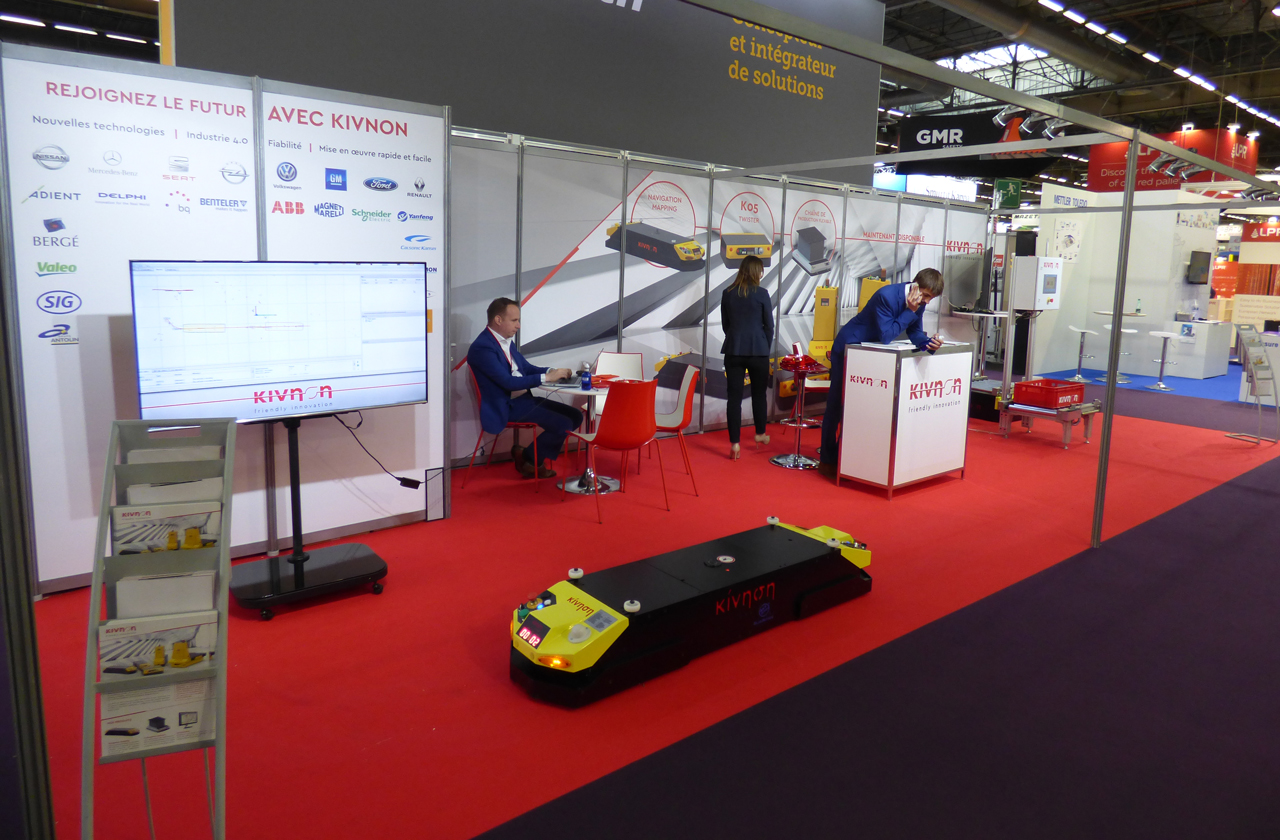
Vue d'un stand à la SiTL 2018.

Le SITL (Salon International du Transport et Logistique) est un salon professionnel annuel qui couvre l'ensemble de la chaîne du transport et de la logistique. Il s'adresse aux acteurs du transport de marchandises et des services logistiques.

## Organisation
Créé en 1983, ce salon se tient au parc des expositions de Paris-Nord Villepinte les années paires et au parc des expositions de Paris - Porte de Versailles les années impaires, au mois de mars, sur trois ou quatre jours.

## Historique
En 2010, la 27e édition de ce salon a rassemblé 43 000 professionnels et près de 790 exposants,.
En 2018, la SiTL a fêté ses 35 ans.
En 2024, le salon se repositionne et devient le Salon International du Transport et de la Logistique (au lieu de la Semaine de l'Innovation du Transport et de la Logistique).